# Ільмень (Шимський район)
Ільмень (рос. ПИльмень) — присілок в Шимському районі Новгородської області Російської Федерації.
Населення становить 10 осіб. Входить до складу муніципального утворення Шимське міське поселення.

## Історія
Від 2004 року входить до складу муніципального утворення Шимське міське поселення.

## Населення
| 2010 |
| ---- |
| 10   |